# デニス・フセインバシッチ
デニス・フセインバシッチ（Denis Huseinbasic, 2001年7月3日 - ）は、ドイツ・ヘッセン州エアバッハ出身のサッカー選手。ブンデスリーガ・1.FCケルン所属。ポジションはMF。

## クラブ経歴
アイントラハト・フランクフルトなどのユースを経て、2018年にキッカーズ・オッフェンバッハのユースチームに加入。2019年にU-19ユースチームに昇格。2019-20シーズンに同ユースリーグで20試合2ゴールを記録すると、2020-21シーズンは飛び級でチームIIを超えてトップチームに昇格。同シーズンは4部リーグながら先発に定着し、24試合5ゴールを記録。翌2021-22シーズンも33試合4ゴールを記録。同シーズン最終戦となった2022年5月14日のFSVフランクフルト戦では、プロ初のハットトリックを達成した。
2022年6月3日、1.FCケルンと3年契約を締結したことが発表された。

## 代表経歴
ユース世代ではドイツ代表に選出されていたが、2024年2月にボスニア・ヘルツェゴビナ代表への国籍変更がFIFAに承認された。

## 人物
- フセインバシッチの一家はボスニア人で、ボスニア・ヘルツェゴビナの国籍も所有している。